# Glenn Feidanga
Freddy-Glenn Feidanga-Temodea (Bangui, 15 febbraio 1994) è un ex cestista centrafricano.

## Carriera
Con la Rep. Centrafricana ha disputato i Campionati di pallacanestro del 2015.